# Девін (Братислава)

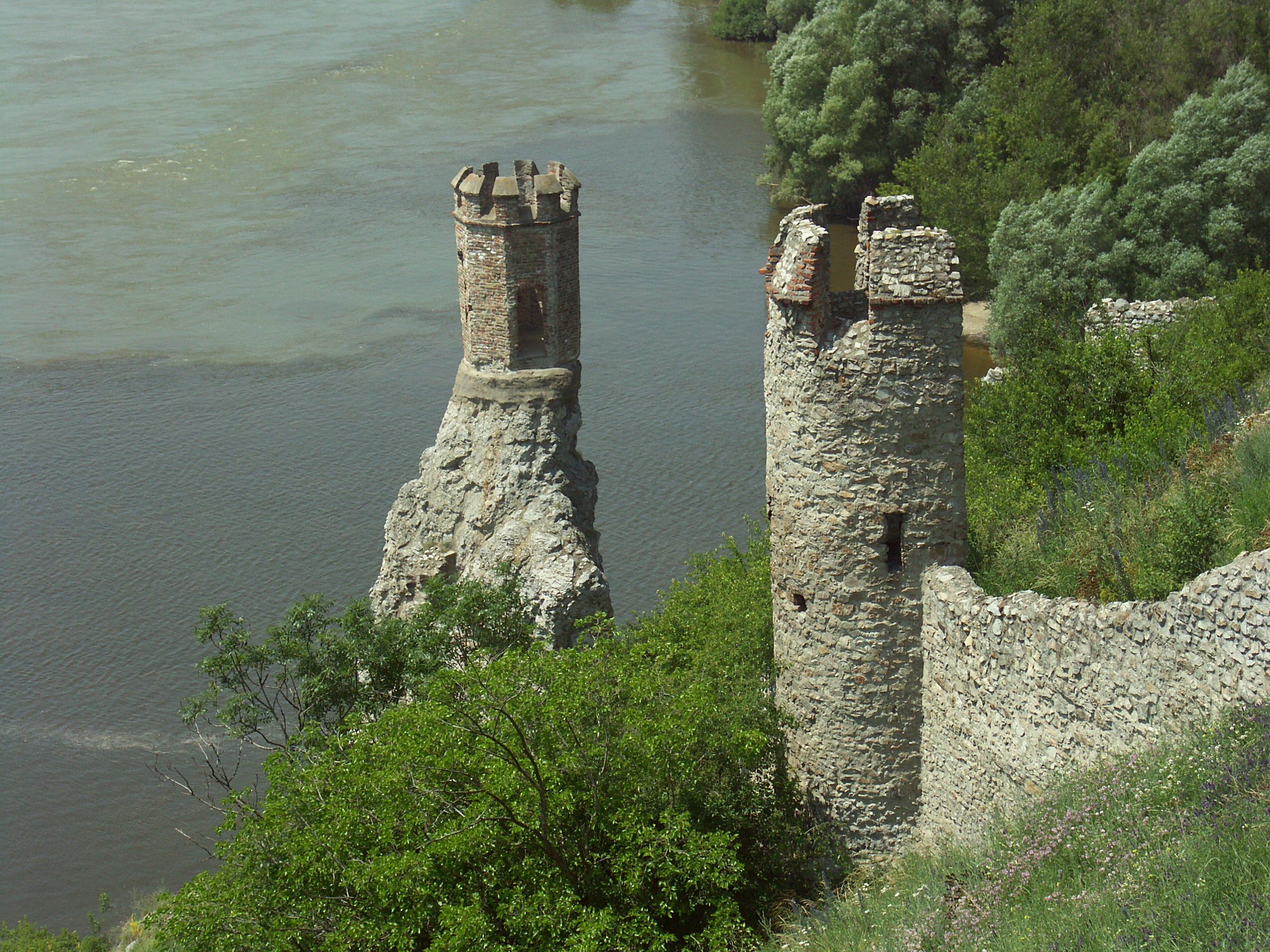
Дівоча башта

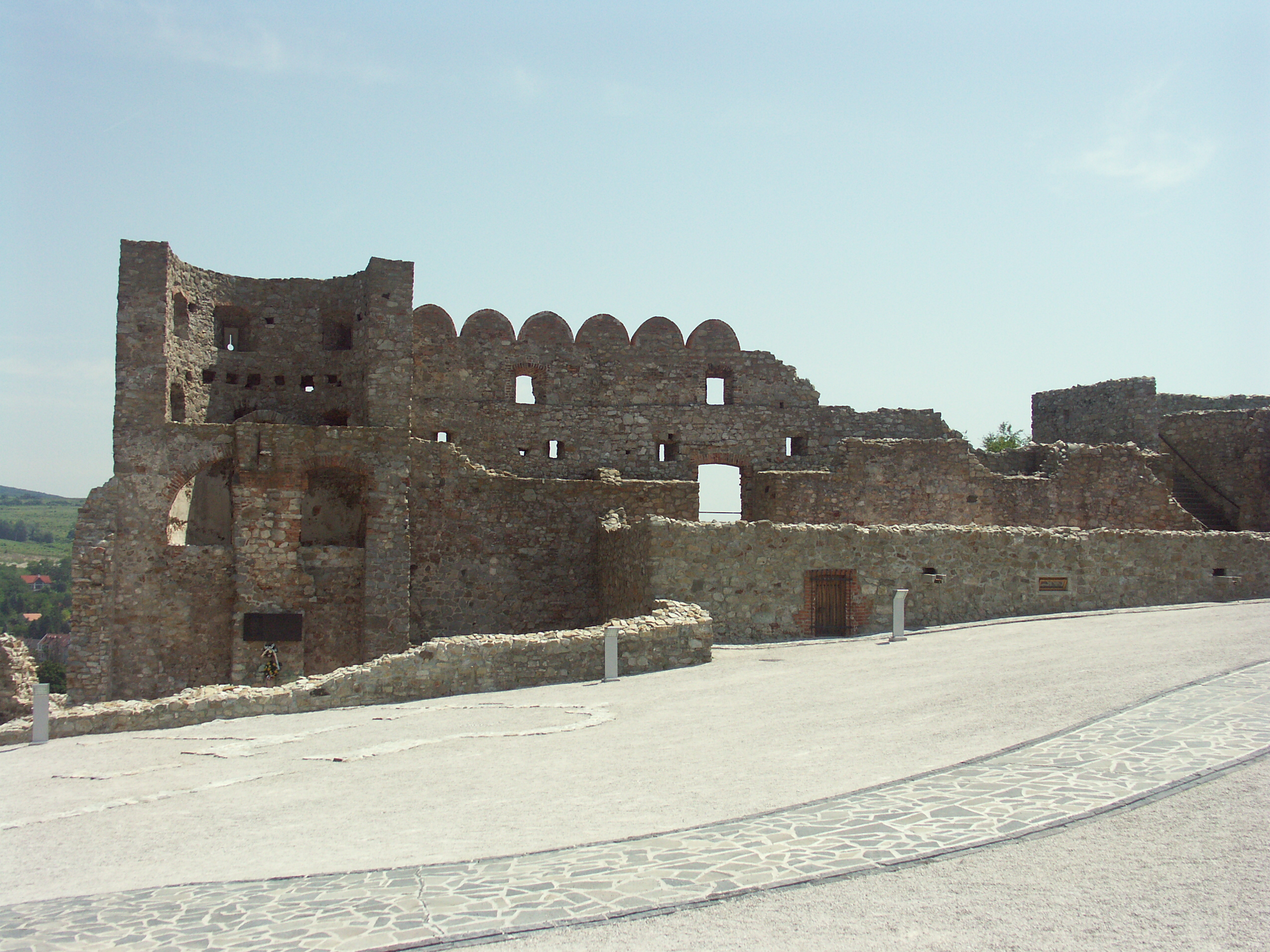
Девін

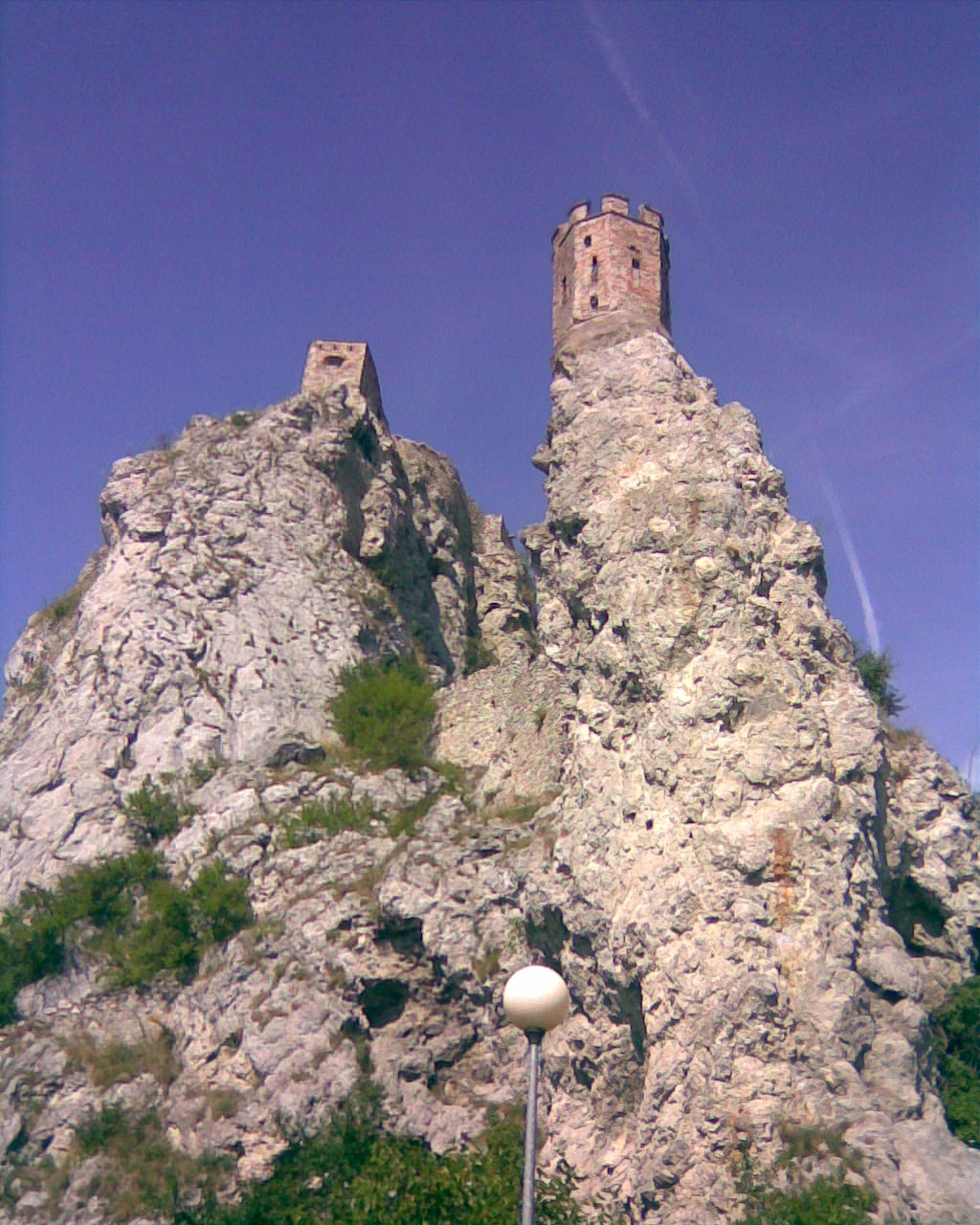

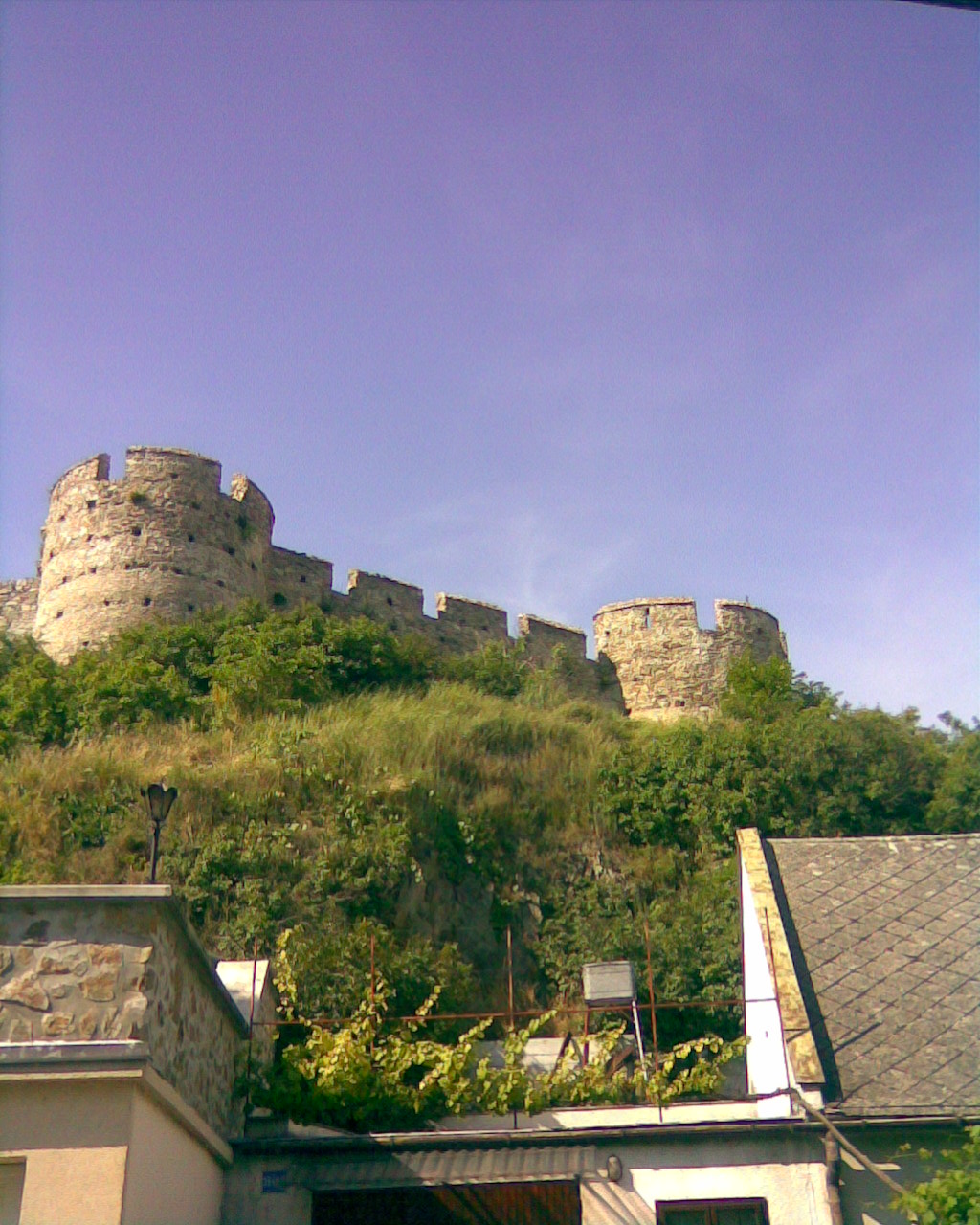

Девін або Девінський град (словац. Devín, Devínsky hrad) — руїни замку в Братиславі, один з народних символів Словаччини. На честь Девіна названі Девінські ворота — річкові ворота, де Дунай пробив русло між Малими Карпатами.
Замок лежить в однойменному братиславському районі, там де Морава впадає в Дунай.

## Історія
Перше укріплення на місці Девіна з'явилося ще в римські часи і було одним з укріплень оборонної системи Лімес Романус. Великоморавський замок Девін вперше згадується 864 року в Фульдському літописі як «Довіна». Замок відігравав важливу роль в обороні Великої Моравії від франків. Після падіння Великої Моравії на деякий час втратив своє значення, але в XIII столітті знову став відігравати важливу роль під час зіткнень Австрії і Угорщини. В XV столітті замок був розширений. У XVI столітті сім'я Баторі значно зміцнила замок. В XVIII столітті, в зв'язку з поразкою Османської імперії замок перестав грати важливу роль і був покинутий. У 1809 році наполеонівська армія підірвала замок. У XIX столітті руїни Девіна, колишньої великоморавської фортеці стали легендарним місцем.

## Музей
Відкрито цілий рік окрім грудня-березня.

## Галерея

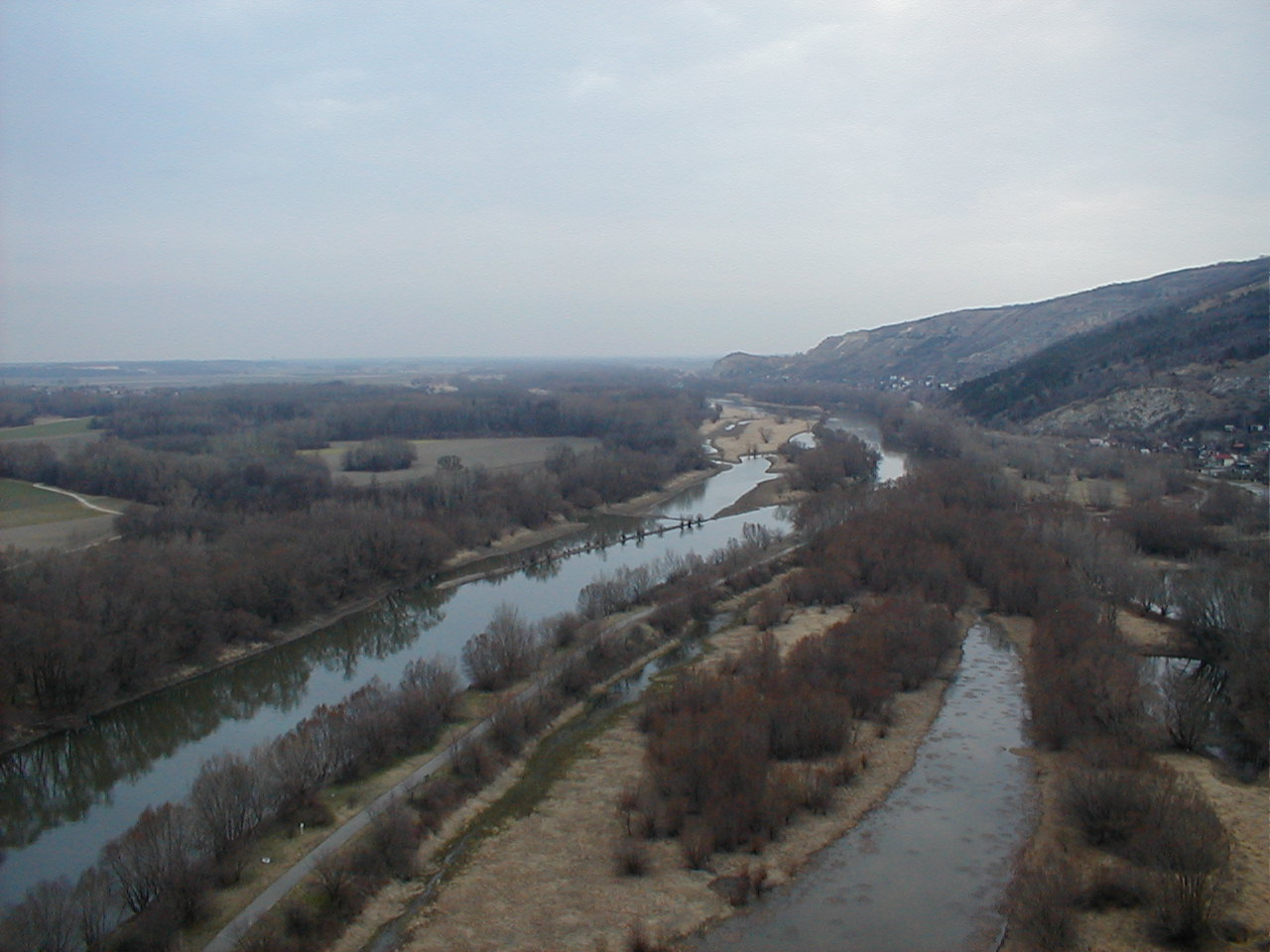
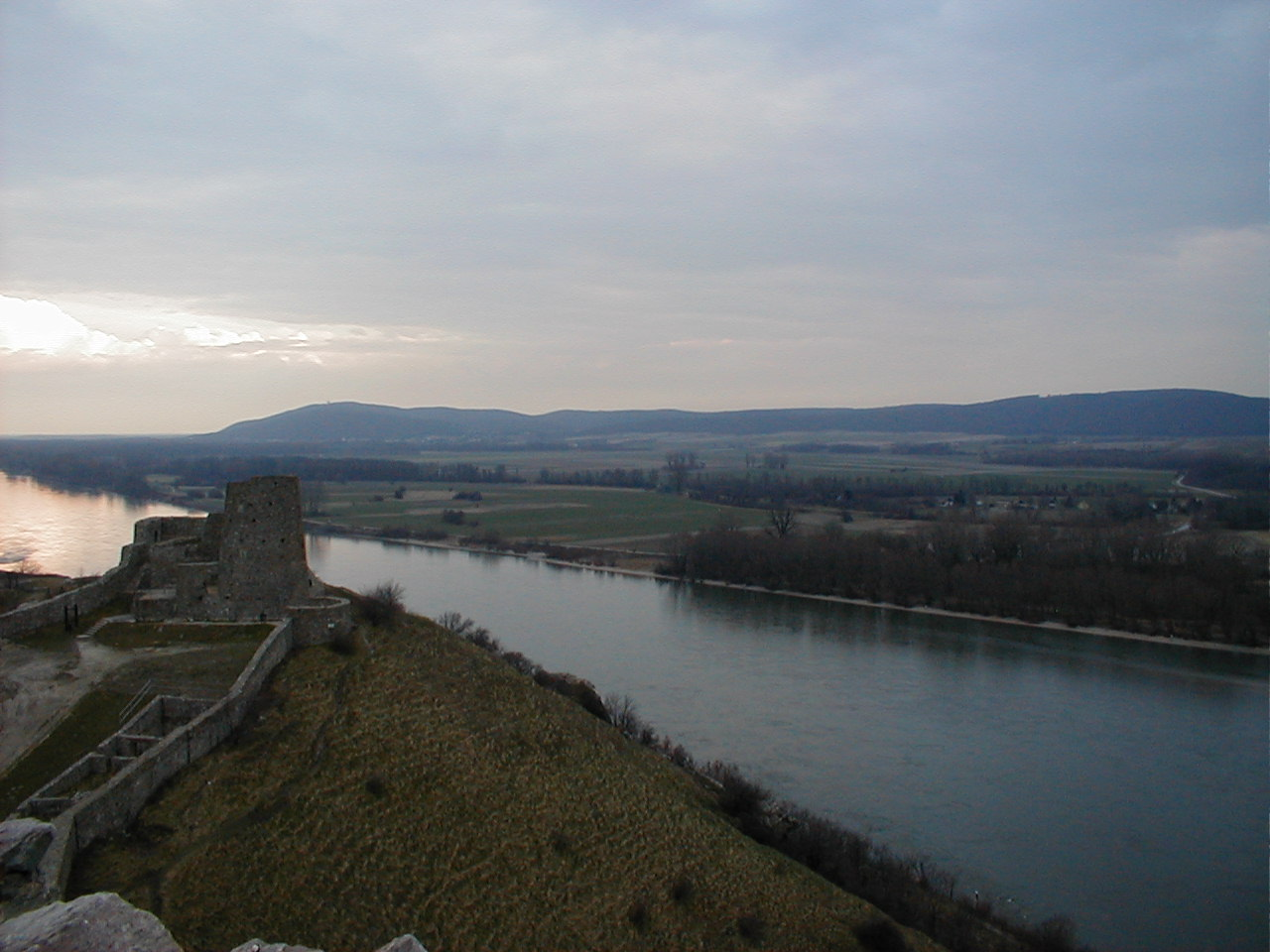
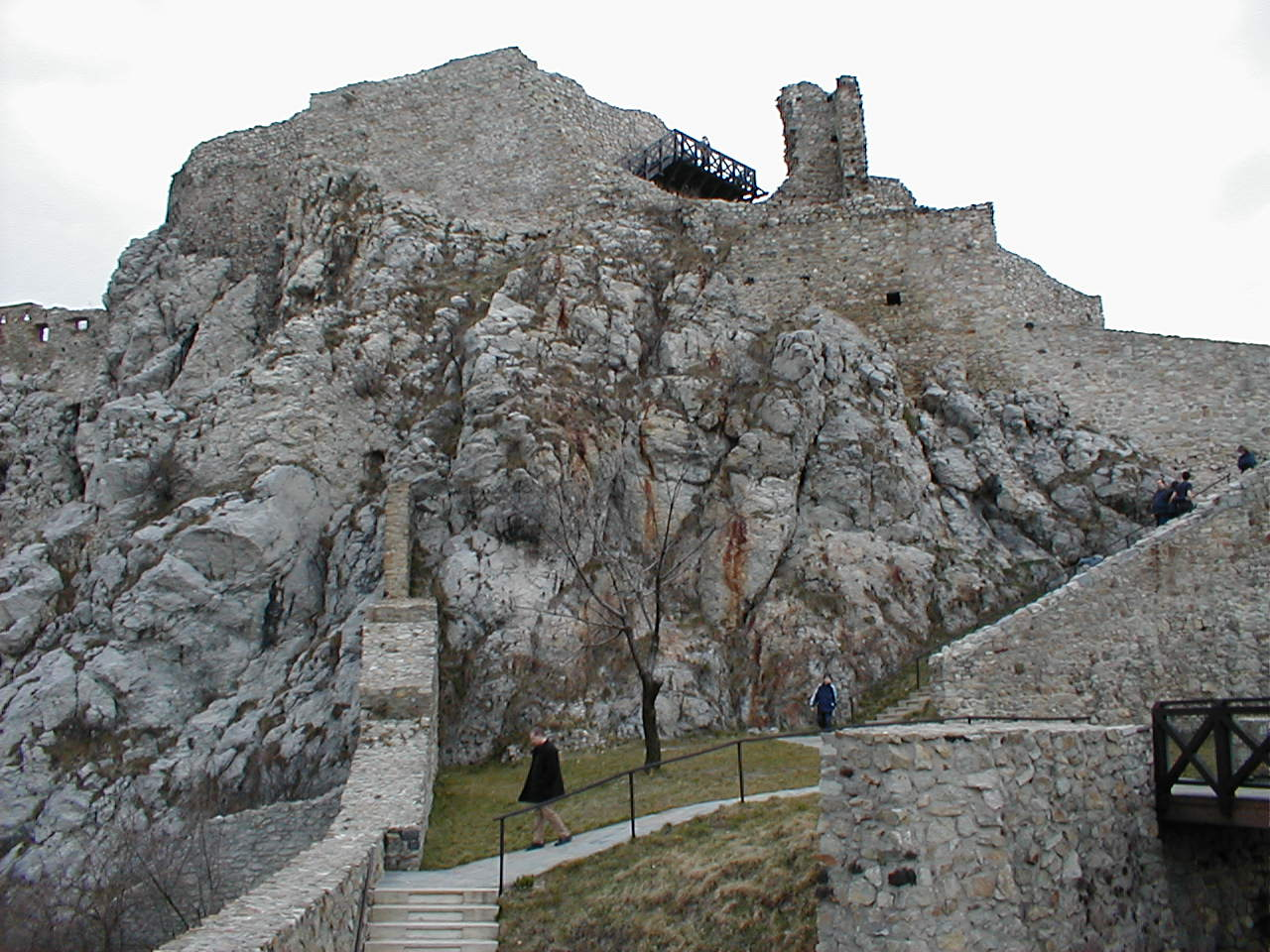
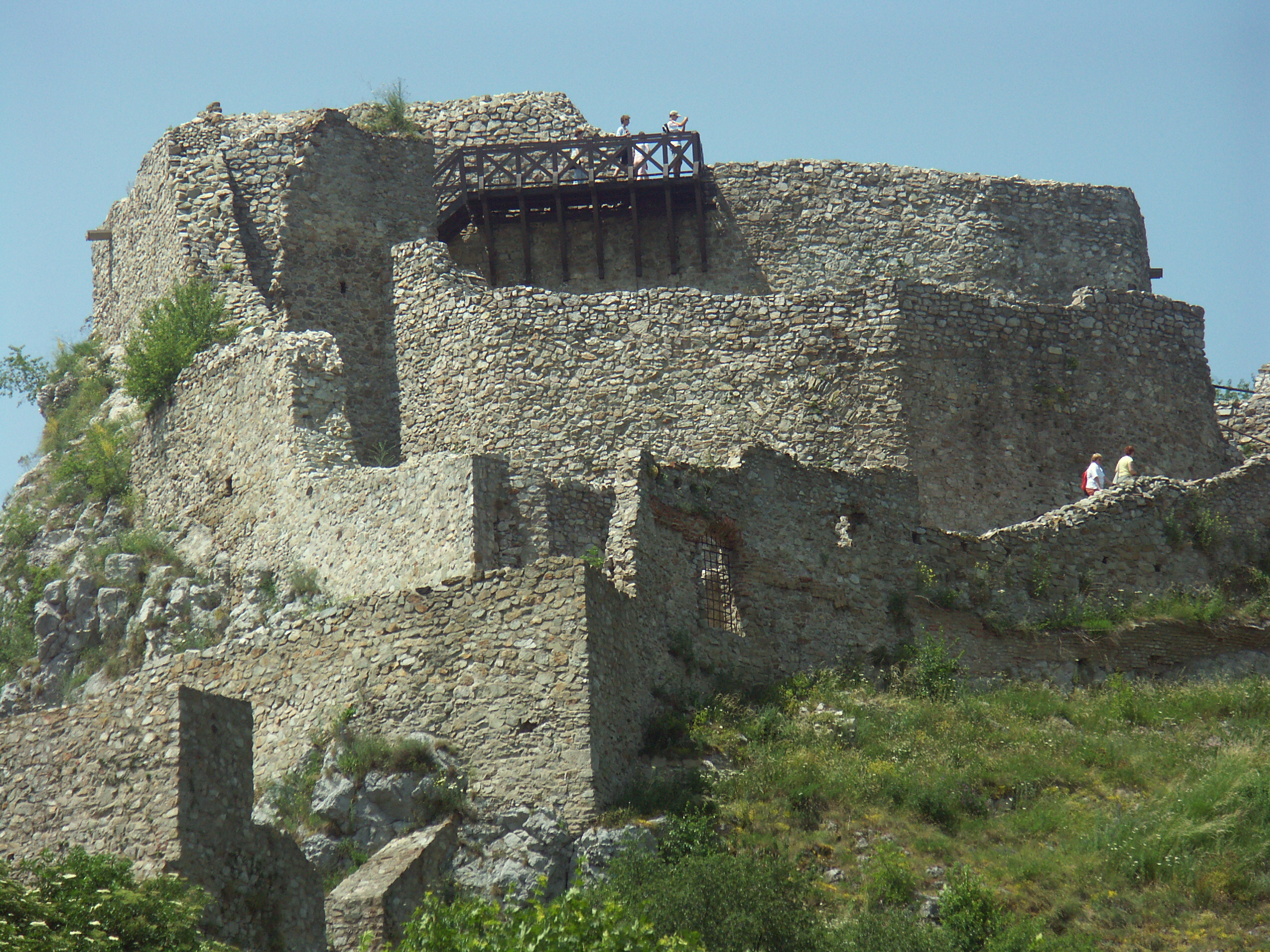
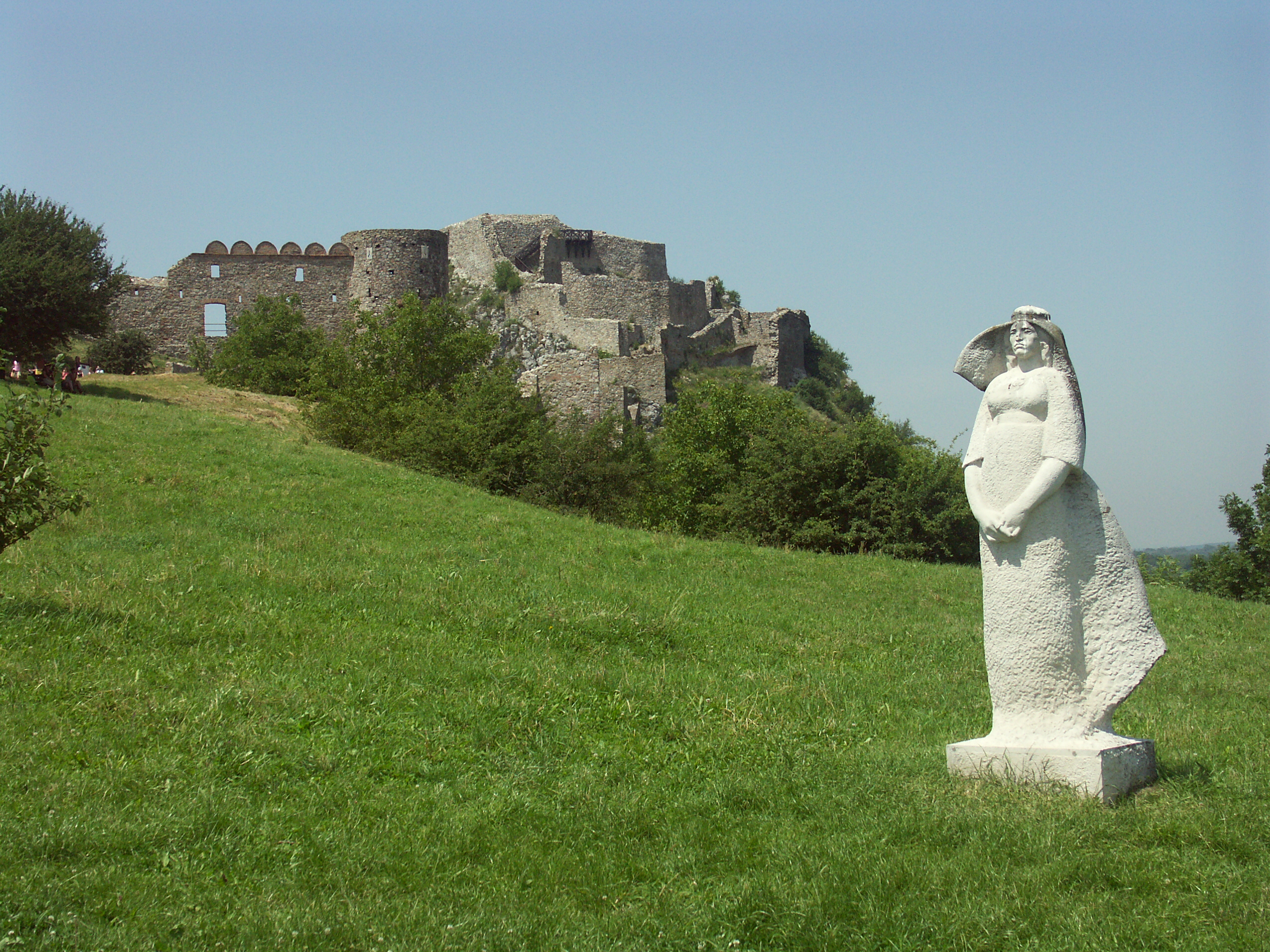
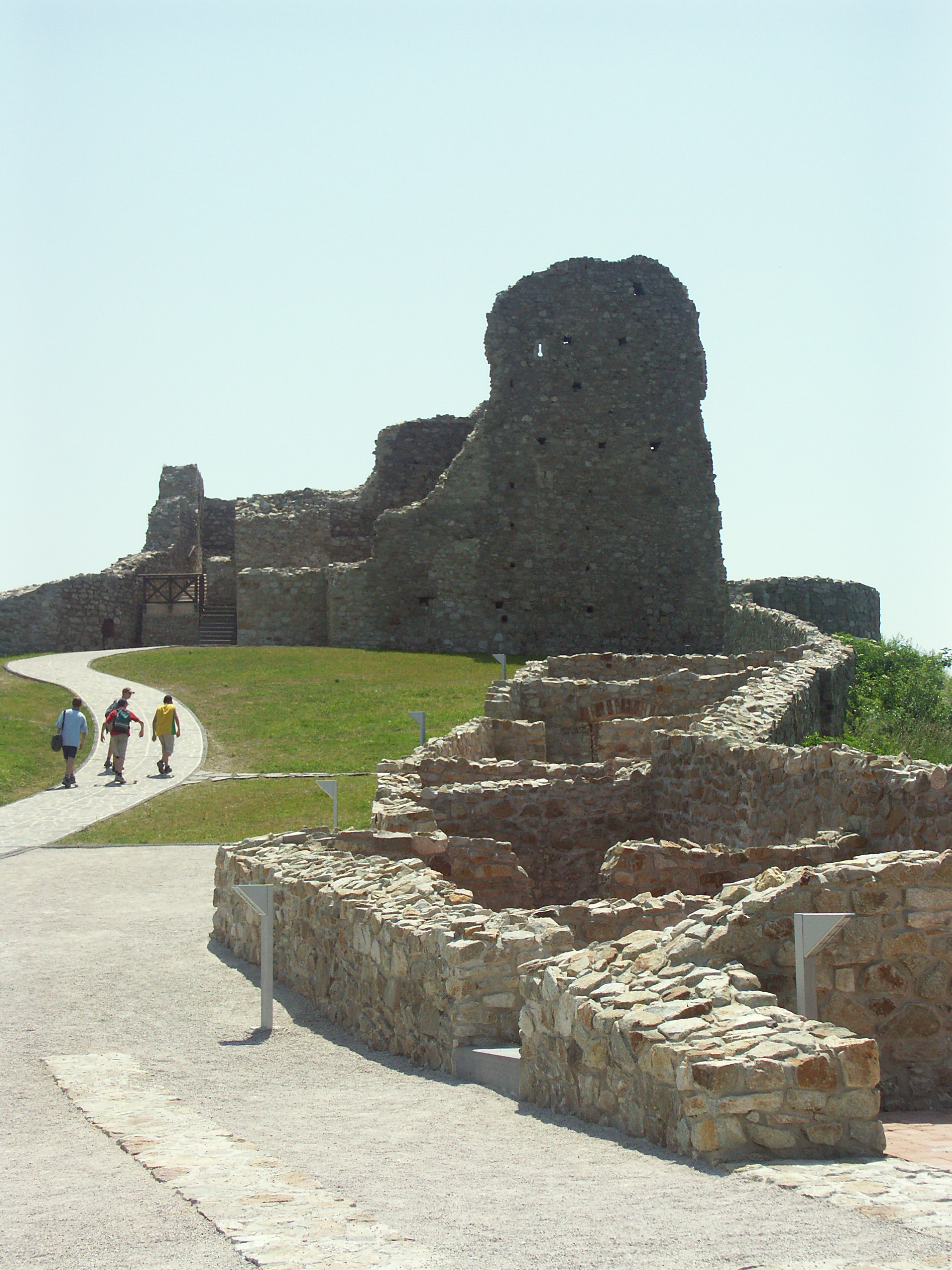
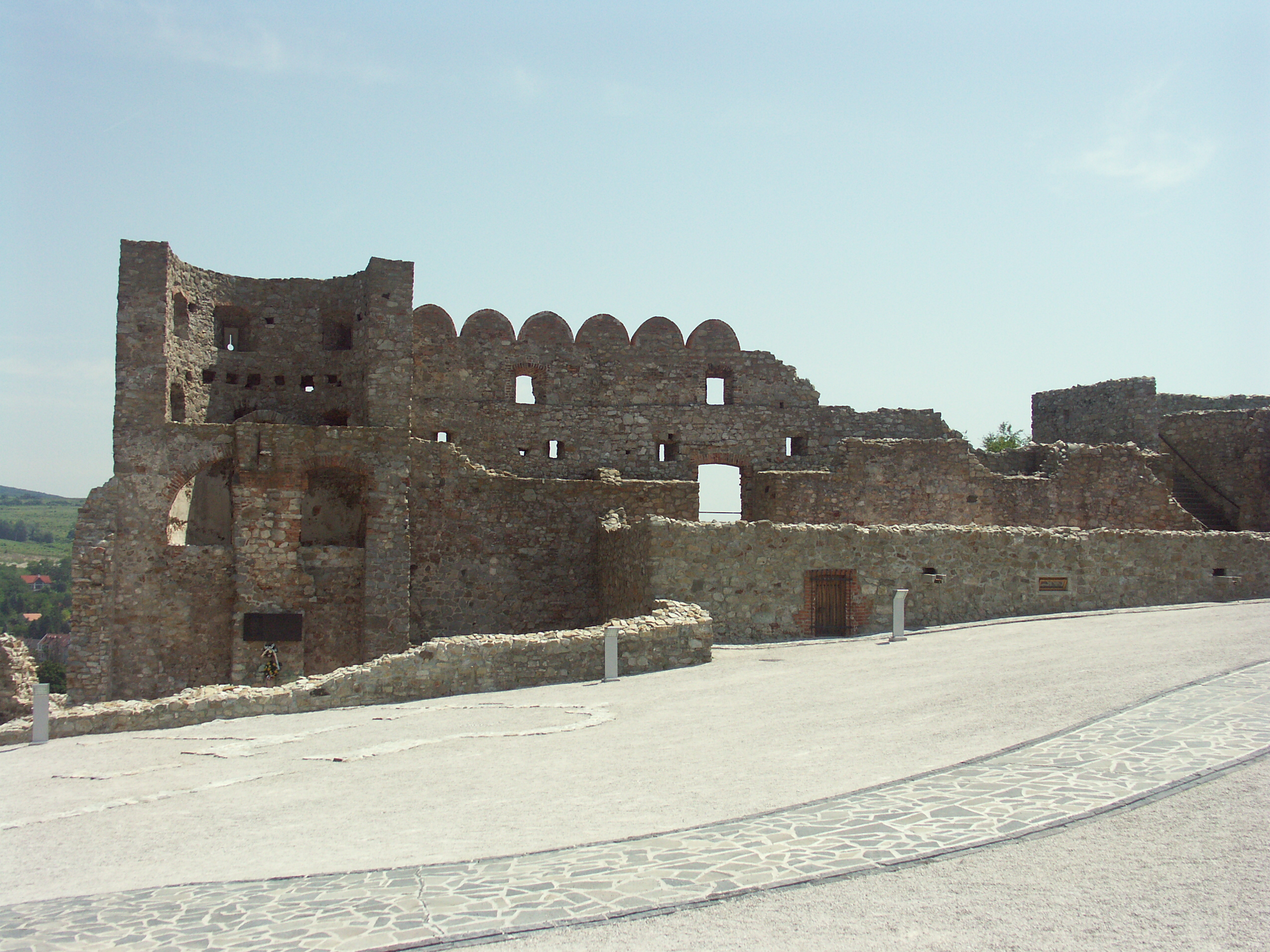
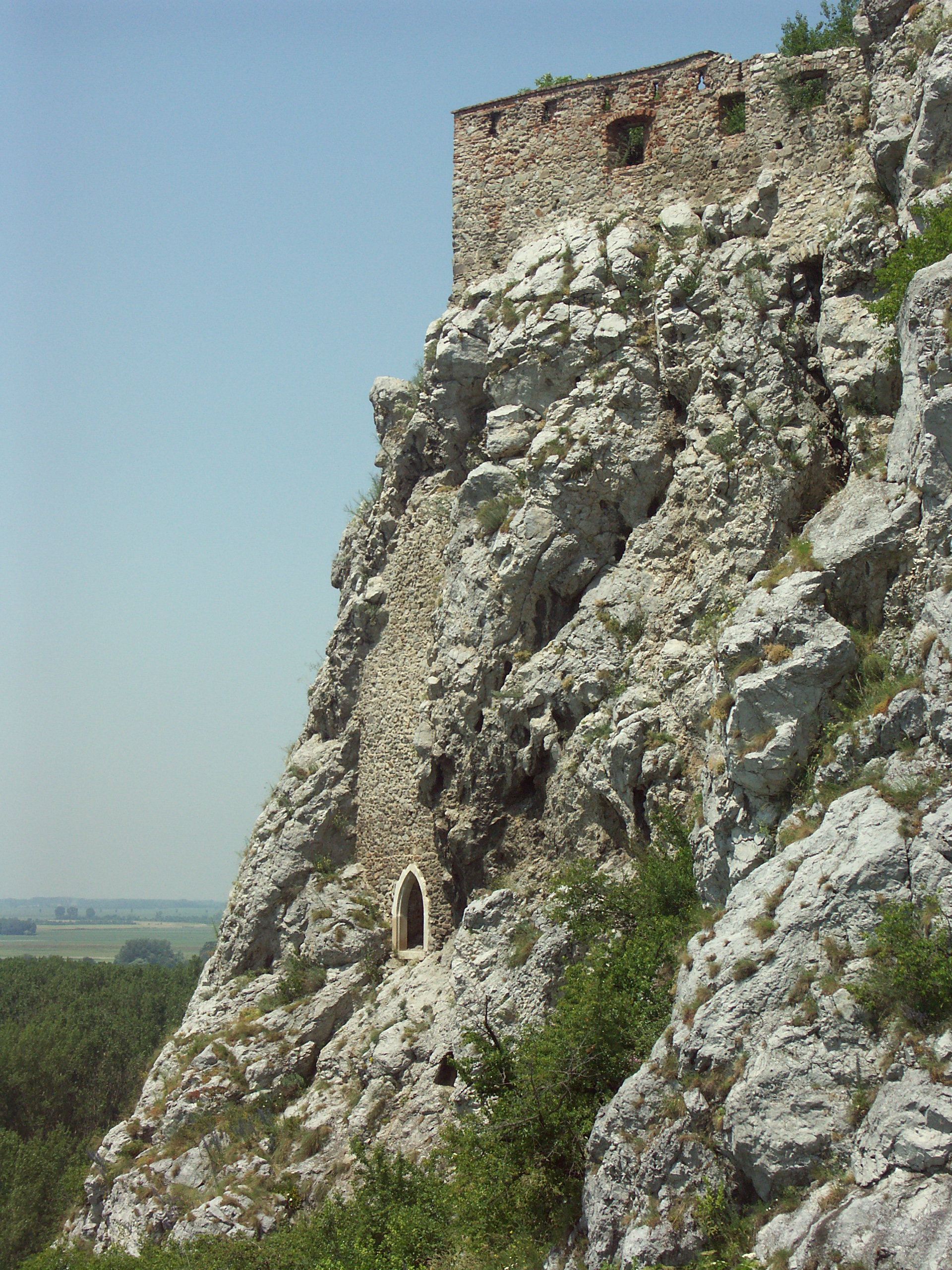
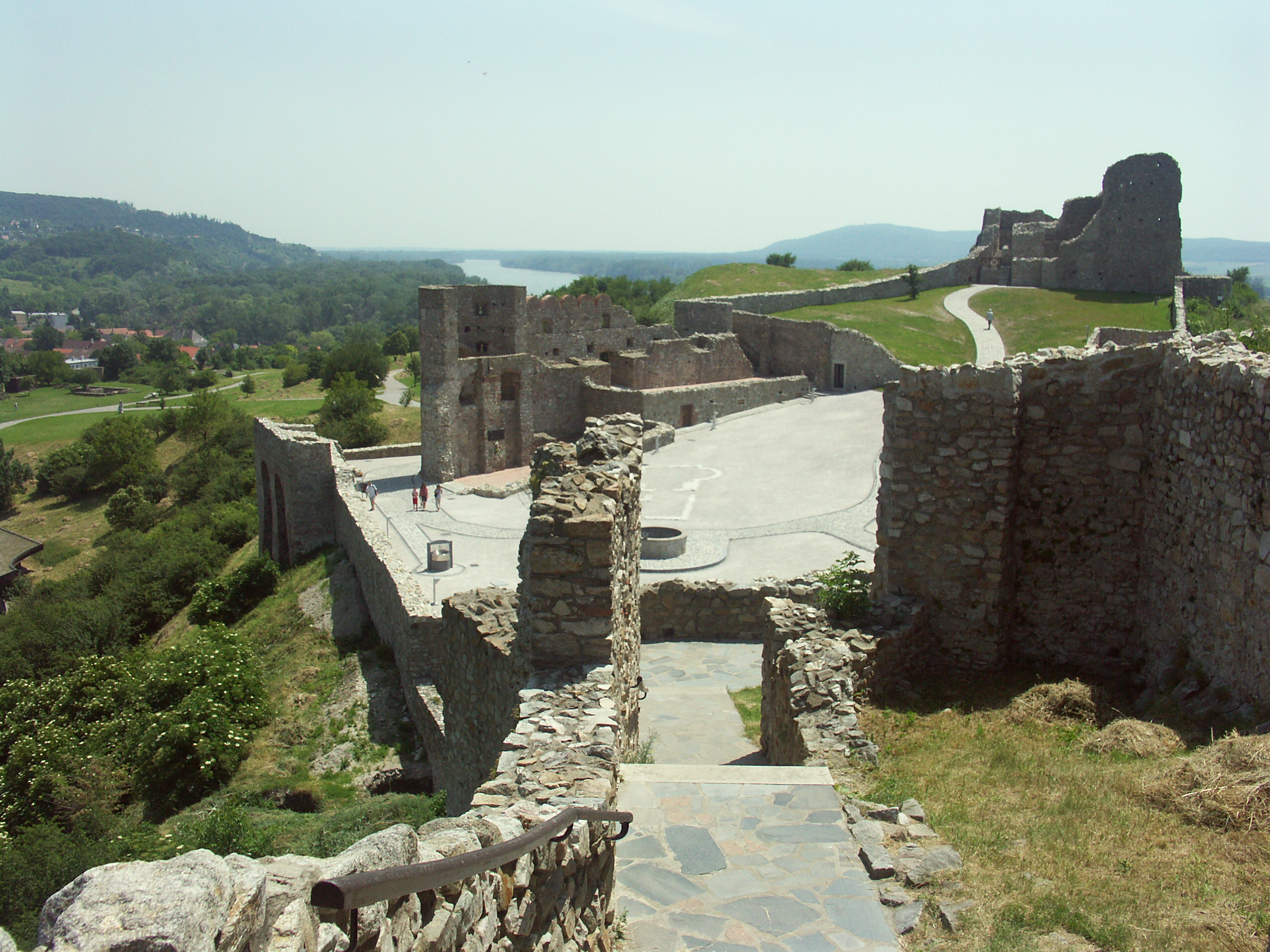
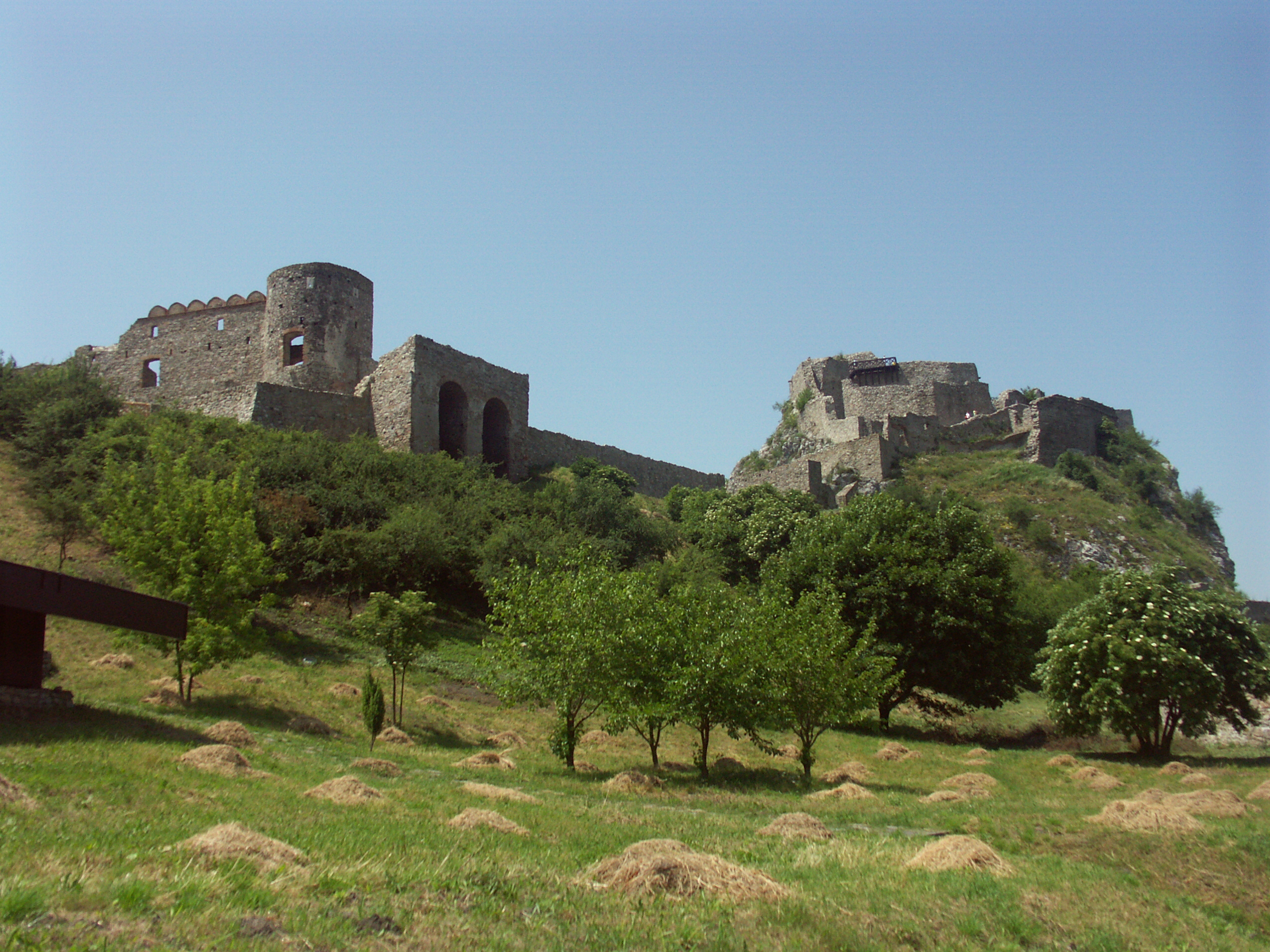
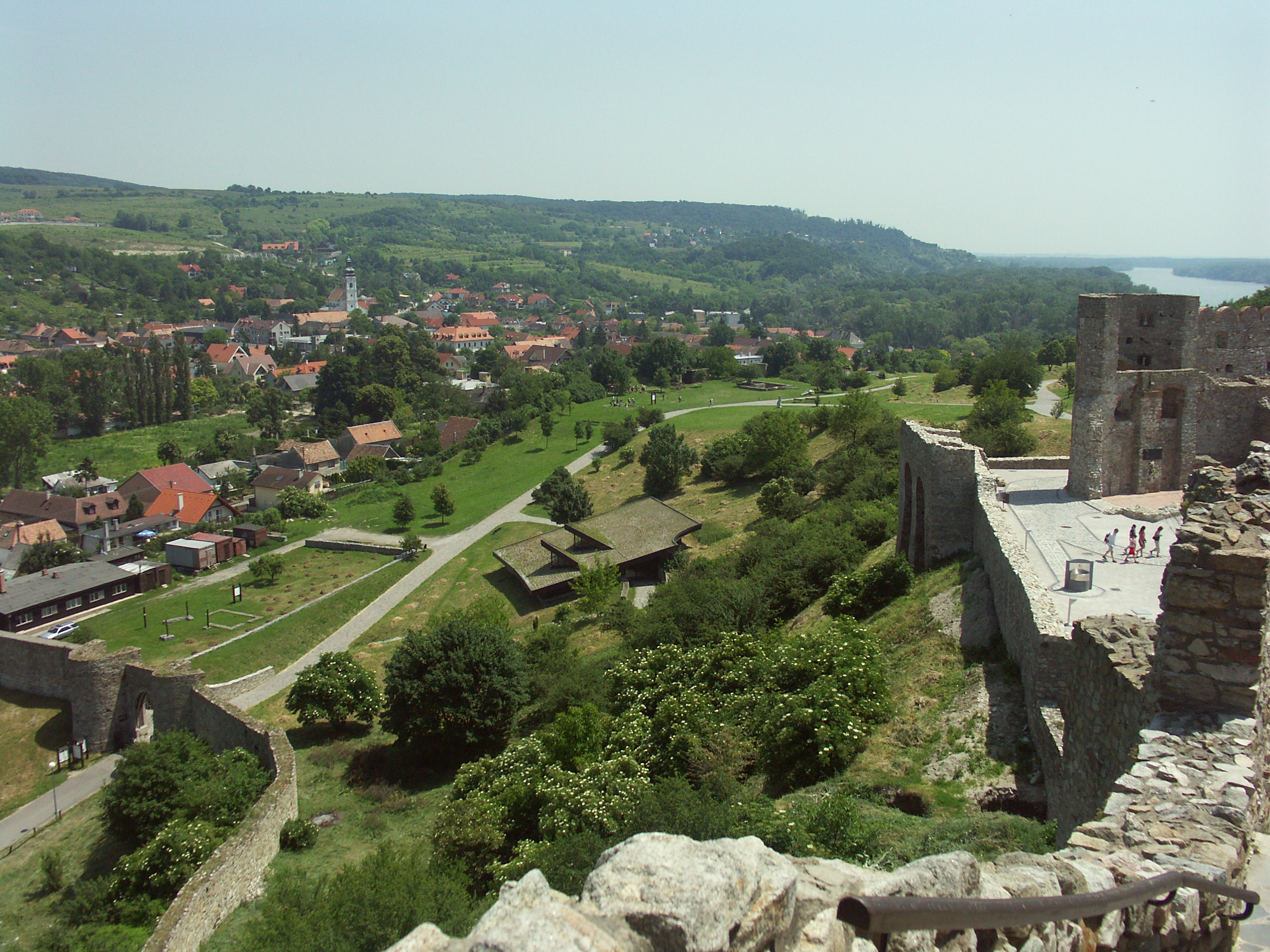